# Windziuny
Windziuny (lit. Vindžiūnai) − wieś na Litwie, w rejonie wileńskim, 8 km na południe od Kowalczuków, zamieszkana przez 111 ludzi.

## Historia
W dwudziestoleciu międzywojennym leżały w Polsce, w województwie wileńskim, w powiecie wileńsko-trockim, w gminie Szumsk.
Po II wojnie światowej w granicach Związku Sowieckiego. Od 1991 na niepodległej Litwie.